# NGC 5357
NGC 5357 (други обозначения – ESO 445 – 78, MCG -5-33-32, PGC 49534) е елиптична галактика (E) в съзвездието Кентавър.
Обектът присъства в оригиналната редакция на „Нов общ каталог“.